# Giga Shanghai
A Tesla Giga Shanghai (vagy Gigafactory 3, egyszerűsített kínai írással: 特斯拉上海超级工厂) a Tesla 2019 óta termelő kínai gyártóüzeme, ahol elsődlegesen az ázsiai és európai piacra gyártanak Tesla Model 3 és Tesla Model Y típusokat.

## Fordítás
- Ez a szócikk részben vagy egészben  a   Gigafactory Shanghai című angol Wikipédia-szócikk ezen változatának fordításán alapul.  Az eredeti cikk szerkesztőit annak laptörténete sorolja fel. Ez a jelzés csupán a megfogalmazás eredetét és a szerzői jogokat jelzi, nem szolgál a cikkben szereplő információk forrásmegjelöléseként.